# تکدام (کلبجر)
تکدام (به لاتین: Təkdam) یک منطقهٔ مسکونی در جمهوری آذربایجان است که در شهرستان کلبجر واقع شده‌است.